# 10 Dywizja Piechoty (II RP)
10 Dywizja Piechoty (10 DP) – wielka jednostka piechoty Wojska Polskiego II RP.
Początki 10 Dywizji Piechoty sięgają połowy 1919. W jej skład weszły oddziały dawnej 4 Dywizji Strzelców gen. Lucjana Żeligowskiego i pułki okręgowe formowane na terenie Łodzi, Kalisza, Włocławka, Łowicza i Aleksandrowa Kujawskiego. Dywizja poszczególnymi pułkami brała udział w walkach z Ukraińcami, a potem walczyła na froncie przeciwbolszewickim. Walczyła między innymi w  Małopolsce Wschodniej. Jesienią 1919 poszczególne bataliony pułków przerzucono na Wileńszczyznę, a część sił nad Berezynę. W czasie odwrotu jej poszczególne pułki walczyły ze zmiennym szczęściem. W okresie polskiej kontrofensywy walczyła pod Radzyminem, a częścią sił wzięła udział w walkach z kawalerią Budionnego na Zamojszczyźnie. Po podpisaniu rozejmu, jednostki dywizji powróciły na ziemię łódzką.

W okresie międzywojennym dowództwo 10 DP stacjonowało w Łodzi. W jej skład w 1923 wchodziły: 28 pp, 30 pp i 31 pułk piechoty.

W czasie kampanii wrześniowej dywizja walczyła w składzie Armii „Łódź”. Od chwili wybuchu wojny biła się na przedpolu głównej linii oporu. Silnie wykrwawiona w bitwie nad Wartą, wycofała się w trzech rozbieżnych kierunkach. 31 pułk piechoty rozbił kolumnę niemiecką w Mszczonowie, następnie został rozbity pod Kozienicami. 30 pułk piechoty wziął udział w obronie Warszawy, a 28 pułk piechoty walczył w bojach pod Krynicami, Dzierążną i Krasnobrodem.

## Organizacja dywizji i walki w latach 1919–1920
2 czerwca 1919 Ministerstwo Spraw Wojskowych wydało rozkaz w sprawie sformowania 10 Dywizji Piechoty. Organizacja dywizji miała być przeprowadzona na terenie Okręgu Generalnego „Łódź”. Braki kadrowe i sprzętowe spowodowały zmianę decyzji w sprawie formowania dywizji. Na przełomie czerwca i lipca 1919, oddziały 10 DP przebywające na terenie operacyjnym Frontu Galicyjsko-Wołyńskiego połączone zostały z oddziałami 4 Dywizji Strzelców Polskich.
Organizacja dywizji w 1919
- dowództwo 10 Dywizji Piechoty
- XIX Brygada Piechoty
- XX Brygada Piechoty
- X Brygada Artylerii
- X batalion saperów

Początkowo dywizja brała udział w walkach w rozdrobnieniu. Na front wysyłano poszczególne bataliony w miarę ich formowania. Poszczególne bataliony 28 pułku piechoty brały udział w walkach polsko-ukraińskich na Wołyniu, w walkach polsko-litewskich na Suwalszczyźnie, a także w walkach polsko-czechosłowackich na Śląsku Cieszyńskim. Bataliony 31 pułku piechoty brały udział m.in. w powstaniu wielkopolskim (zdobycie Inowrocławia), walkach polsko-ukraińskich na Wołyniu i polsko-litewskich na Wileńszczyźnie.
Podczas wojny z bolszewikami 1920 dywizja stanowiła odwód 1 Armii Frontu Północnego pod dowództwem gen. Franciszka Latinika. W krytycznym momencie Bitwy Warszawskiej została użyta do kontrnatarcia w bitwie pod Radzyminem. 14 sierpnia 1920 dywizja została skierowana w rejon Radzymina, gdzie odparła dwa natarcia bolszewickiej 21 Dywizji Strzelców, a następnie szybkim kontratakiem przełamała linie rosyjskie i zajęła Radzymin oraz jego okolice.
Po zakończeniu bitwy warszawskiej część dywizji dołączyła do pościgu za wycofującymi się wojskami bolszewickimi, część zaś przerzucono do Zamościa dla wzmocnienia obrony tego miasta przed 1 Armią Konną pod dowództwem Siemiona Budionnego.
|  |  |  |  |

W okresie międzywojennym dwa pułki oraz dowództwo dywizji stacjonowały w Łodzi. Do końca 1921 Dowództwo 10 DP miało swoją siedzibę przy ul. Przędzalnianej 18, a następnie przeniosło się do budynku przy ul. Henryka Sienkiewicza 24 (ul. Kościuszki 4).

## Dywizja w okresie pokoju

### Obsada personalna w marcu 1939

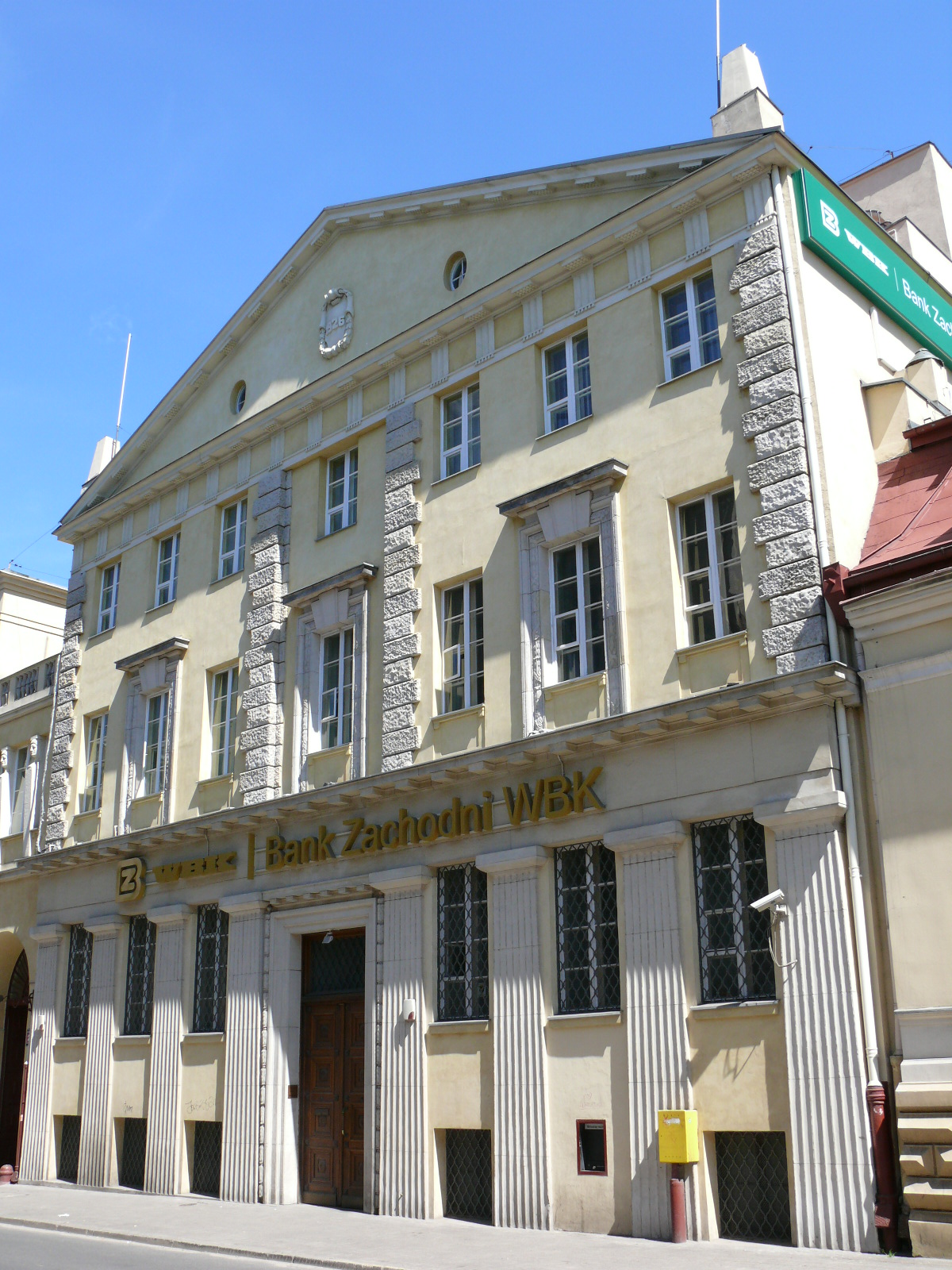
W tym budynku w latach 1922–1939 mieściło się Dowództwo 10 DP

Ostatnia „pokojowa” obsada personalna dowództwa dywizji:
| Stanowisko                  | Stopień, imię i nazwisko                   |
| --------------------------- | ------------------------------------------ |
| dowódca dywizji             | gen. bryg. Franciszek Dindorf-Ankowicz     |
| dowódca piechoty dywizyjnej | płk piech. Jan Zientarski                  |
| szef sztabu                 | ppłk dypl. Tadeusz Władysław Daniec        |
| I oficer sztabu             | kpt. dypl. art. Bernard Weiss              |
| I oficer sztabu (dubler)    | kpt. dypl. art. kontr. Włodzimierz Łagidze |
| II oficer sztabu            | kpt. adm. (art.) Czesław Gay               |
| komendant rejonu PW konnego | mjr adm. (kaw.) Bohdan Sawicki             |
| dowódca łączności           | mjr łączn. Czesław Jaworski                |
| oficer taborowy             | vacat                                      |
| oficer intendentury         | kpt. int. Mieczysław Kaliciński            |

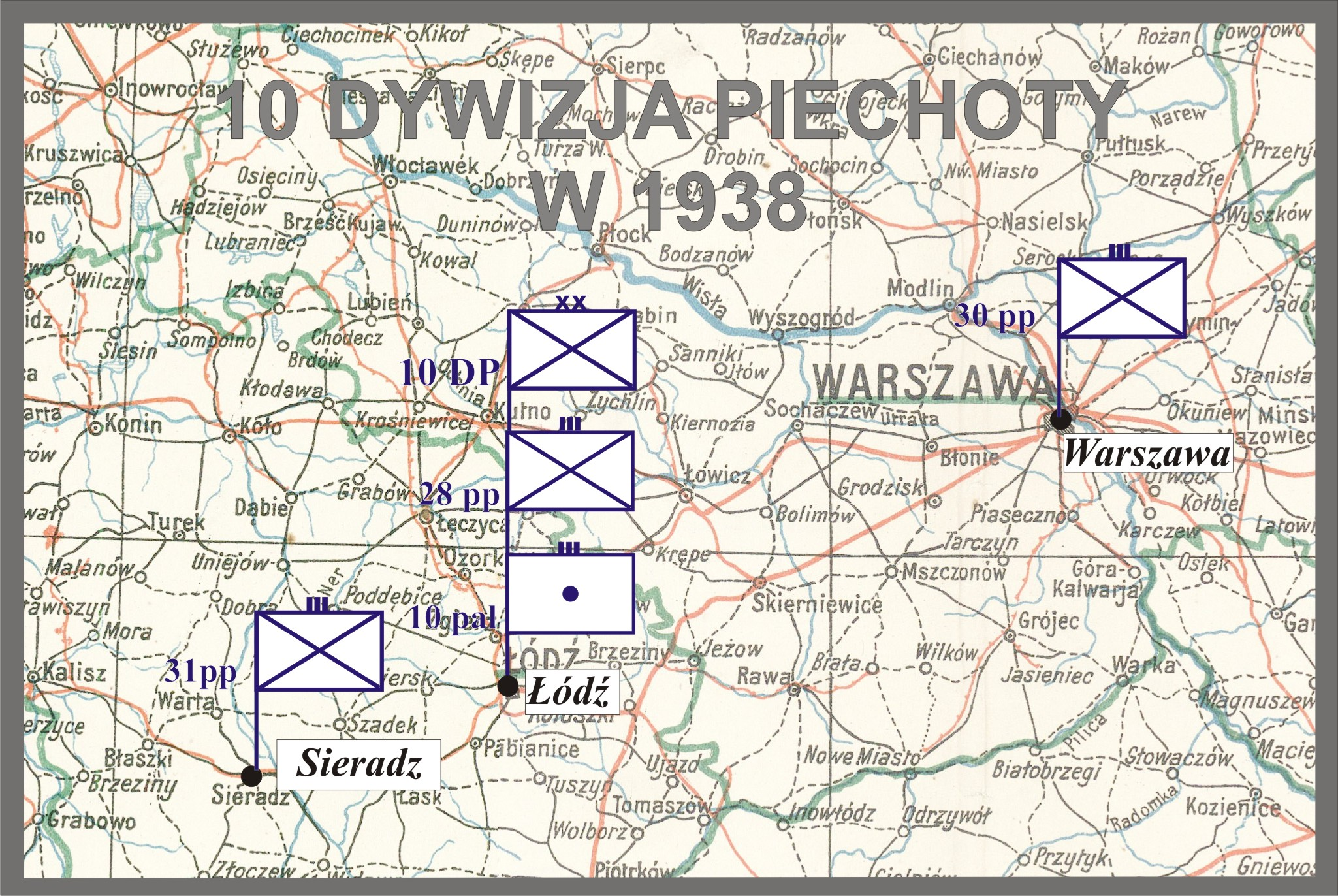
10 DP w 1938
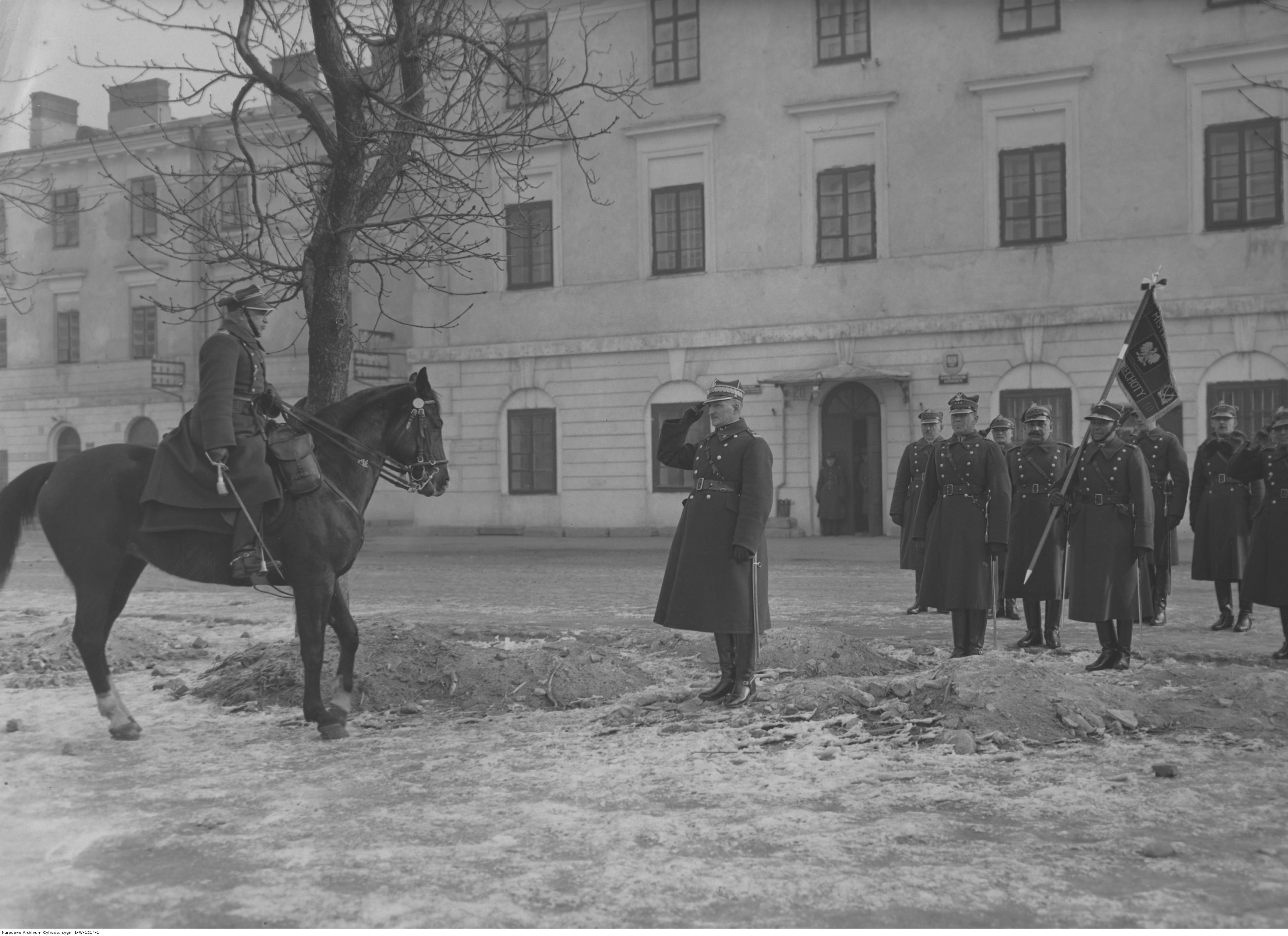
Zawody strzeleckie 10 DP. Gen. bryg. Józef Olszyna-Wilczyński przyjmuje raport od płk. Mieczysława Pereświet-Sołtana
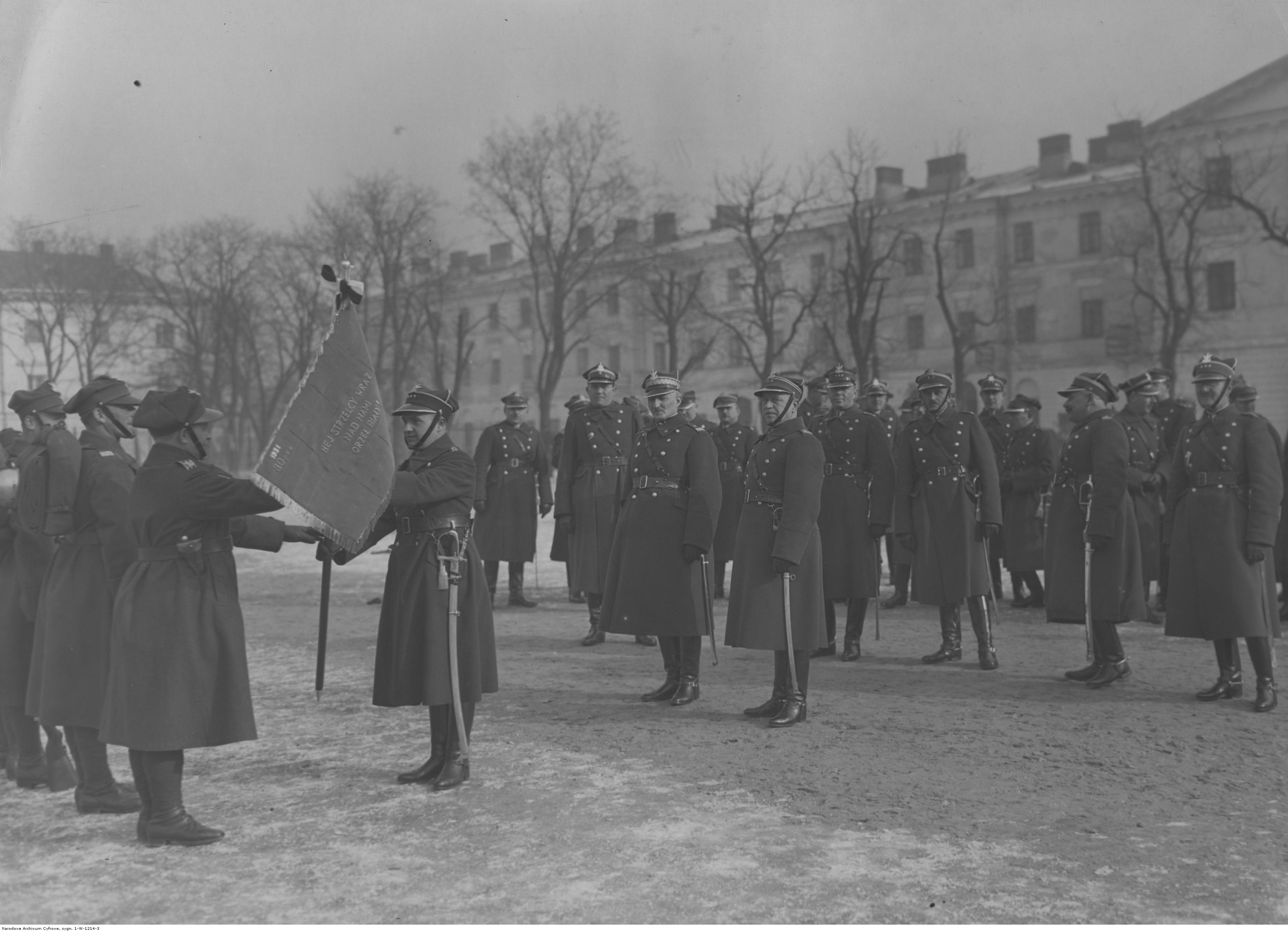
Wręczenie proporca 8 kompanii 30 pułku Strzelców Kaniowskich za zdobycie I miejsca w zawodach strzeleckich 10 DP
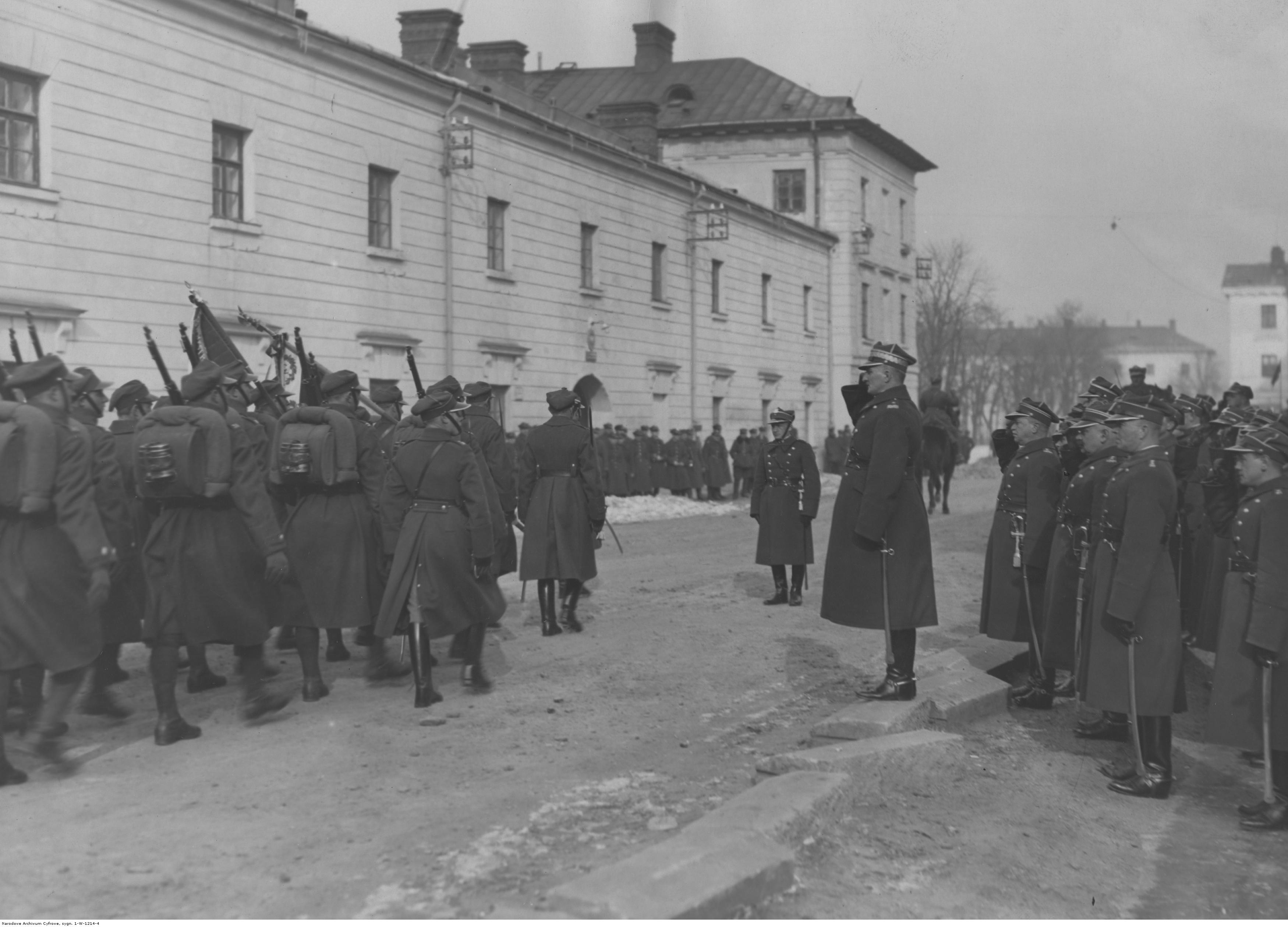
Gen. bryg. Józef Olszyna-Wilczyński przyjmuje defiladę na terenie Cytadeli

## Dywizja w kampanii wrześniowej
Przed rozpoczęciem wojny 10 DP pod dowództwem gen. Franciszka Dindorf-Ankowicza weszła w skład Armii „Łódź” gen. Juliusza Rómmla. Zajęła ona pozycje obronne nad rzeką Wartą, które opierały się na systemie kilkunastu bunkrów i schronów.

### Ugrupowanie wyjściowe

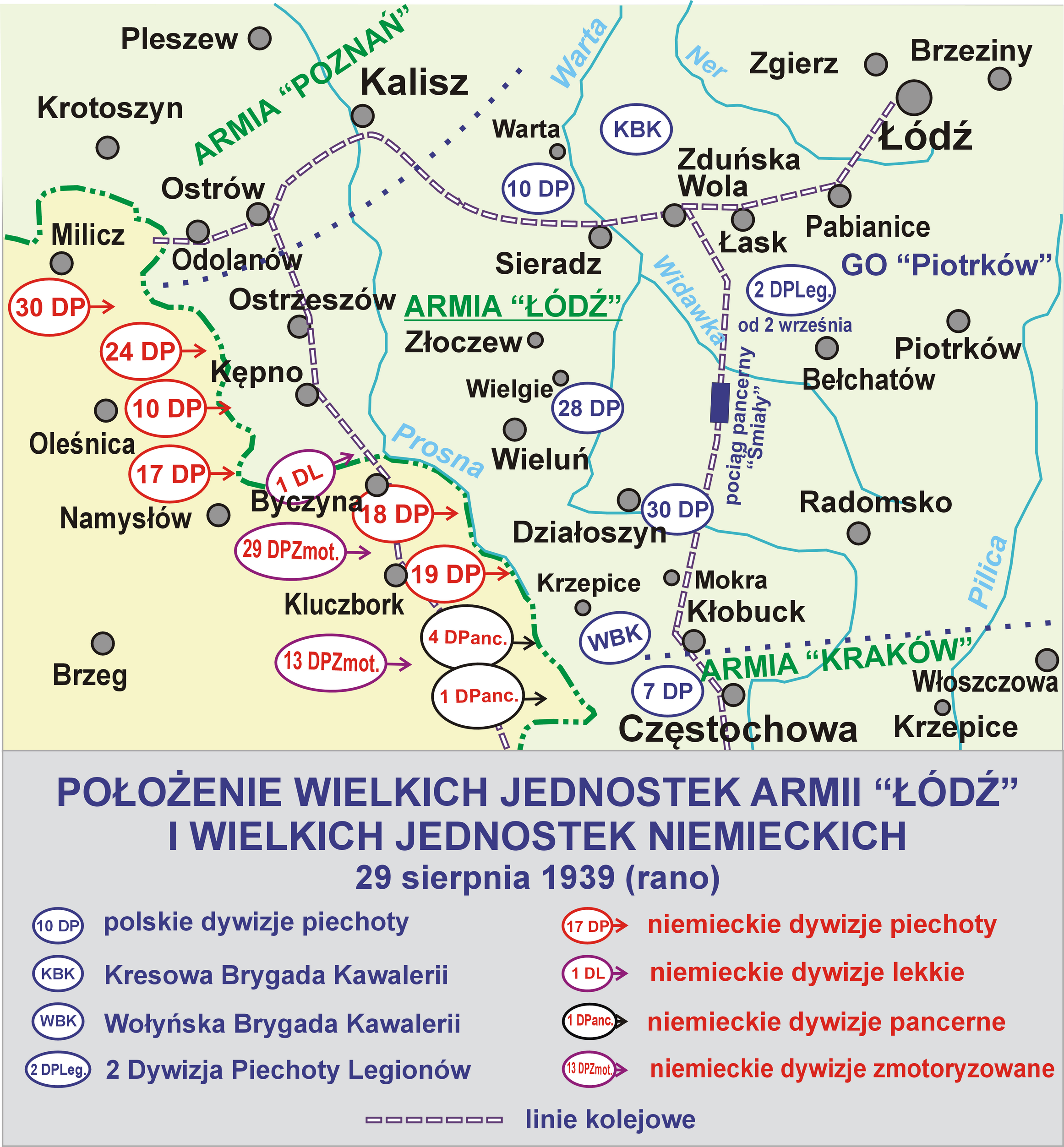
Dywizja walczyła w składzie Armii "Łódź"

10 Dywizja Piechoty (bez OW nr 1 i 2) do godzin popołudniowych 1 września ześrodkowała się w rejonie Sieradza, a przydzielony 4 batalion strzelców zajął stanowiska  w rejonie Dębołęki. Na dalekie przedpole dywizja  wysunęła dwa oddziały wydzielone. Zostały one wysunięte na odległość około 60 km od sił głównych dywizji i obsadziły pozycję szerokości 40 km.
Oddział wydzielony nr 1  płk. Jana  Zientarskiego przeszedł do rejonu Ostrzeszów – Kępno – Wieruszów z zadaniem: rozpoznać nieprzyjaciela w swoim rejonie do granicy państwa i pod naciskiem większych sił nieprzyjaciela prowadzić działania opóźniające przez Grabów na Sieradz i tam przejść do obrony na prawym skrzydle pasa dywizji.

Oddział wydzielony nr 2  płk. dypl. Jerzego Grobickiego obsadził pozycje w rejonie Bolesławca, Wójcina i Parcic z zadaniem: prowadzić rozpoznanie do granicy, następnie pod naporem nieprzyjaciela przejść do działań opóźniających po osi Lututów, Złoczew na Beleń. W rejonie Belenia oddział wydzielony nr 2 miał się przeprawić przez Wartę i przejść do odwodu armii.

### Walki dywizji
1 września
Od samego ranka 1 IX 1939 dywizja była atakowana przez prawie całą niemiecką 8 Armię, wspartą potężnym lotnictwem, czołgami i artylerią.
Awangardy trzech niemieckich dywizji piechoty przekroczyły granicę państwową i maszerowały na kierunkach: 24 Dywizja Piechoty→ Międzybórz – Ostrzeszów – Grabów, w drugim rzucie 30 Dywizja Piechoty; 10 DP → Syców – Kępno; 17 DP z Daiborowic, a pułk zmotoryzowany SS Leibstandarte Adolf Hitler z Głuszyny na Opatów – Sokolniki, Złoczew.  Niemieckim dywizjom z 10 i 13 Korpusu Armijnego  przeciwstawiały się prowadząc działania opóźniające oddziały wydzielone polskiej 10 Dywizji Piechoty.
Oddziały wydzielone nie mogły jednak stawić poważniejszego oporu na rubieżach opóźniania, by nie związać się w przewlekłą walkę, która to groziła całkowitym ich rozbiciem. Dowódca 10 DP nie dysponował żadnymi środkami ogniowymi, by wesprzeć ich walkę z rejonu Sieradza. Dowódca armii mógł je wspierać tylko lotnictwem, lecz możliwości jego były znikome. W tej sytuacji dowódcy OW nr 1 i 2 musieli liczyć jedynie na własne siły. Po całodniowych walkach OW nr 1 przegrupował się  na pozycję pośrednią na rzece Prośnie. Od wieczora nad Prosną oddziały niemieckie ograniczyły się jedynie do działań patroli rozpoznawczych. Do zmierzchu OW nr 2 utrzymał się w lasach Krajanka – Parcice, lecz zarysowało się zagrożenie ze skrzydeł. Na północy oddziały niemieckiej 17 DP podchodziły pod Wieruszów, a na południu oddziały rozpoznawcze 1 Dywizji Lekkiej wdarły się w lukę pomiędzy OW nr 2, a 36 pp działający jako OW 28 DP. W związku z tym zagrożeniem płk Grobicki nakazał wycofać się na rubież: Sokolniki–Walichnowy.

W związku z trudną sytuacją na przedpolu, dowódca Armii Łódź postawił dowódcy 10 DP nowe zadanie. Z jego treści wynikało, że siły główne dywizji mają przejść w obszar leśny Włocin, 8 km na południe od Błaszki, Brąszewice, Lututów. Z tego rejonu dywizja ma być 2 września w gotowości  do działania na korzyść grupy płk. Zientarskiego lub Grobickiego,
2 września
Wykonując rozkaz, siły główne dywizji wykonały 50 km marsz, weszły w pas przesłaniania i zajęły nakazane rejony. 4 batalion strzelców z baterią 2/10 pal ześrodkował się w rejonie na północ od Złoczewa, zamykając kierunek Złoczew – Sieradz. 30  pp ześrodkował się w rejonie las Brąszewice, kolonia Czajków, a  godzinach popołudniowych 2 września wszedł do pierwszego rzutu na rubieży rzeki Łużyca, na odcinku Wysoty – Klonowa. 31 pp ześrodkował się w rejonie Włocin – Kije i nie brał udziału w walce. Wieczorem 2 września 10 DP przeszła do obrony na rubieży: rzeka Łużyca, Klonowa, Stara Wieś, Wandalin, Emilianów.
3 września
W dniu 3 IX dywizja otrzymała rozkaz przejścia do obrony przepraw na Warcie pod Sieradzem, lecz na skutek błędnego zinterpretowania rozkazu dowódca dywizji rozkazał 30 pp atakować pod Chajewem, gdzie okazało się, że nie ma tam Niemców i pułk musiał w ciągu dnia forsownym marszem nadrabiać opóźnienie. 31 pp otrzymał natomiast rozkaz utrzymania przyczółka na przedpolu Sieradza.
4 września
W godzinach rannych dywizja obsadziła główną pozycję obrony w pasie Glinno – Pstrokonie. Ze względu na szerokość obrony (30 km), dywizja stanęła do walki w jednym rzucie. Na prawym skrzydle w Glinnie rozmieściła się kawaleria dywizyjna. 28 pułk piechoty bronił rubieży Dzierżązna – Grądy, a 30 pułk piechoty odcinka Woźniki – Pstrokonie. Natomiast 31 pułk piechoty, będąc w styczności ogniowej, bronił przyczółka na zachód od Sieradza. Przed świtem dowódca 31 pp otrzymał rozkaz przegrupowania pułku na wschodni brzeg Warty i obsadzenia pozycji na odcinku Grądy –Woźniki. Zgodnie z rozkazem bojowym, w godzinach rannych nastąpiło przegrupowanie pododdziałów z wykorzystaniem mostu w Sieradzu. II/31 pp wykorzystał most pod Biskupicami. W czasie przegrupowywania się 31 pp z przyczółka „Sieradz” na wschodni brzeg Warty, niemiecka 10 DP uchwyciły przyczółek w rejonie Dzigorzewa i Mnichowa.  W celu zlikwidowania przyczółka, z rejonu Blaszek bezskutecznie kontratakowała 1/31 pp. Powtórny kontratak, tym razem 9/31 pp pozwolił Polakom odbić  Mnichów, lecz Niemcy utrzymali się na wale przeciwpowodziowym. W czasie walk na niebie niepodzielnie panowało lotnictwo niemieckie bombardując pozycje polskie.

W godzinach południowych pod przedni skraj polskiej obrony podeszły niemieckie  24., 10. i 17 DP, które starały się z marszu uchwycić przyczółki na wschodnim brzegu Warty. 24 Dywizja Piechoty w godzinach popołudniowych zdobyła nie zniszczone mosty w m. Warta. Wieczorem, pod osłoną ognia artylerii oddziały niemieckie przystąpiły do forsowania rzeki w rejonie Glinno, Dzierżązna i Włyń. Zostało ono zatrzymane twardym oporem 28 pułku piechoty. Natarciem nocnym oddziały 24 DP zdobyły jednak przyczółek za Wartą. Kontratakowała bezskutecznie 8/28 pp.
Przed frontem obrony 30 pp rozwinęła się do natarcia niemiecka 17 DP wraz z pułkiem zmot. SS Leibstandarte Adolf Hitler. Po zapadnięciu zmroku niemieckie pododdziały uchwyciły przyczółek na wschodnim brzegu Warty pod Beleniem. Natarcie niemieckie zostało spotęgowane po północy, lecz zaatakowane pododdziały polskie stawiły zdecydowany opór.

W związku z bardzo ciężką sytuacją w pasie obrony 10 DP, gen. Dindorf-Ankowicz nakazał przegrupować odwodowy III/31 pp do rejonu Stawiszcz celem osiągnięcia gotowości do wykonania kontrataku. Interweniował też dowódca armii, który nakazał przegrupować tam część sił z 2 Dywizji Piechoty Legionów.
5 września

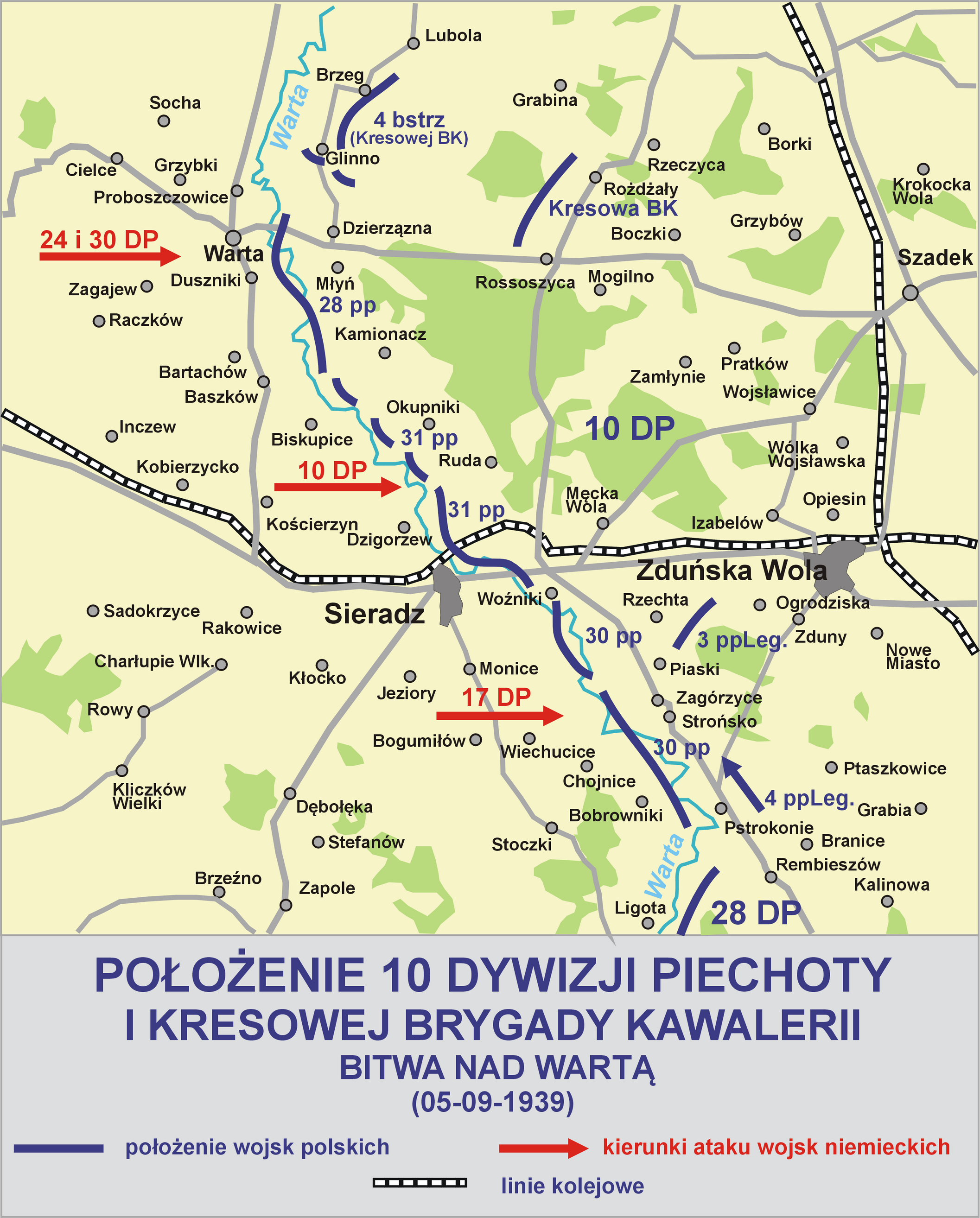
Bitwa nad Wartą

Od godzin rannych na każdy pierwszorzutowy pułk dywizji uderzała niemiecka dywizja piechoty

Na 28 pułk piechoty z przyczółka w rejonie Glinno – Dzierżązna uderzyła niemiecka 24 DP. Dowódca 28 pp przygotowywał kontratak III/28 pp z zadaniem zlikwidowania przyczółka w rejonie Dzierżązna. Do likwidacji przyczółka w rejonie Glinna przegrupował się też 4 batalion strzelców przekazany dowódcy 10 DP z Kresowej BK.
Od świtu artyleria niemieckiej 24 DP ostrzelała wojska w rejonie Dzierżązna – Włyń. Walki broniących się tam pododdziałów i kontratakującego III/28 pp trwały do godzin południowych. W ich wyniku nieprzyjaciel opanował Dzierżąznę i Włyń oraz rozwijał powodzenie w kierunku Rossoszyca – Kamionacz. Kontratak 4 bs na Glinno uzyskał częściowe powodzenie, lecz miejscowość ta pozostała w ręku nieprzyjaciela. Około południa Niemcy mieli na tym przyczółku już dwa bataliony, które rozpoczęły natarcie w kierunku Rossoszycy.

31 pułk piechoty odpierał  natarcie niemieckiej 10 DP z przyczółka na południowy zachód od Mnichowa. Próba kontrataku II/31 pp wspieranego przez pociąg pancerny nie powiodła się. Niemcy załamali uderzenie kontratakujących pododdziałów zmasowanym ogniem artylerii, a następnie opanowali Mnichów i dalej Rudę. Tak głębokie wdarcie się nieprzyjaciela w obronę 31 pp rozdzieliło I i II batalion na oddzielnie walczące ośrodki. W godzinach popołudniowych zdziesiątkowane oba bataliony zaczęły się wycofywać w kierunku Wojsławic.
30 pułk piechoty walczył z oddziałami niemieckiej 17 DP i pzmot SS atakującymi z przyczółka Beleń – Strońsko. Artyleria ogniem ześrodkowanym z zachodniego brzegu Warty zdezorganizowała system obrony II i III/30 pp, a piechota przełamała rubież obrony polskich batalionów i podeszła na wysokość wzgórz położonych na wschód od Belenia i Strońska. W walce o bezimienne wzgórze II i III batalion stawiły zdecydowany opór, lecz silny ogień artylerii 17 DP obezwładnił i zdezorganizował obrońców. Po kilku godzinach walk nieprzyjaciel odrzucił polskie bataliony na rubież lasu Piaski i Zygmuntów. Część pododdziałów broniła się na tyłach nacierających pododdziałów niemieckich, a odrzucone bataliony porządkowały się i przygotowywały do wykonania kontrataków.
W rejonie obrony 30 pułku piechoty dowódca GO, gen. Dindorf-Ankowicz wyprowadził swoimi odwodami trzy kontrataki. O godz. 8.00 III/31 pp bez wsparcia własnej artylerii wykonał kontratak na kierunku wsi Rzechta i Piaski uzyskując początkowo powodzenie. Dalsze jego natarcie zostało zdezorganizowane zmasowanym ogniem artylerii 17 DP ze stanowisk ogniowych na zachodnim brzegu Warty. W związku niepowodzeniem, batalion wycofał się do szosy Sieradz – Zduńska Wolai dalej w kierunku Izabełowa celem połączenia się z macierzystym pułkiem.
O 10.00 kontratakował w kierunku Belenia1 pułk kawalerii KOP z przydzielonymi batalionami ON oraz 91 i 92 samodzielną kompanią czołgów rozpoznawczych. Ze względu na brak wsparcia artyleryjskiego kontratak ten również nie uzyskał powodzenia. W godzinach popołudniowych pułk wycofał się w kierunku Lutomierska i Aleksandrowa.
Około 9.00 z rejonu lasu Zygmuntów wykonał kontratak II/30 pp, wspierany ogniem plutonu artylerii pułkowej. Początkowo uzyskał powodzenie, ale około 11.00  został wyhamowany i częściowo odrzucony do tyłu. W godzinach popołudniowych w składzie macierzystego pułku batalion wycofał się na Lutomiersk.
Wszystkie trzy kontrataki pozbawione były scentralizowanego dowodzenia i odpowiedniego wsparcia artyleryjskiego. Wykonane w różnym czasie nie dawały możliwości zorganizowania współdziałania pomiędzy atakującymi pododdziałami. Nieprzyjaciel kolejno je obezwładniał i załamywał.
Około 16.00 dowódca GO gen. Dindorf-Ankowicz nakazał swoim wojskom opuścić rubież rzeki Warty, a 10 DP wyznaczył kolejny pas obrony Małyń – Lutomiersk w oparciu o Ner. Dowództwo dywizji przeniosło stanowisko dowodzenia do Łaska, a następnie na południowy zachód od Aleksandrowa. Po ciężkiej walce o główną pozycję obrony sztab dywizji oceniał, że z tych działań obronnych wyprowadzono około 60% stanu osobowego piechoty i 90% sił artylerii.
6 września
O świcie broniącym się oddziałom na zachodnim skraju lasów Szadek, dowódca GO wydał rozkaz do rozpoczęcia marszu nad Ner. Na skutek błędów organizacyjnych sztabu dywizji i dowództw pułków marsz 10 DP na odległość około 30 km trwał cały dzień. Nad Nerem dywizja przyjęła następujące ugrupowanie bojowe: 28 pp z podporządkowanym 4 batalionem strzelców Kresowej Brygady Kawalerii, po ześrodkowaniu się w Puczniewie przegrupował się w rejon Charbic; 31 pp ześrodkował się w Kazimierzu, a 30 pp w Bechcicach.
W godzinach wieczornych  gen. Dindorf-Ankowicz wydał rozkaz przejścia do działań opóźniających w kierunku Zgierza i dalej na Głowno. W świetle tego rozkazu 10 DP miała przegrupować się do rejonu lasów pod Zgierzem i przejść do obrony, zamykając kierunki Aleksandrów i Konstantynów.
Wykonując rozkaz, 10 DP w nocy z 6 na 7 września przegrupowała się do rejonu Zgierza.
7 września
W godzinach rannych dywizja osiągnęła nakazany rejon Zgierza i przeszła do obrony w następującym ugrupowaniu: 28 pp przyjął obronę  w lesie Lućmierz, 30 pp ześrodkował się w rejonie lasu Helenówek, a będący w drugim rzucie 31 pp ześrodkował się w rejonie lasu Modrzew.10 dac stał w rejonie na wschód od Kęblin, około 16 km za pierwszorzutowymi pułkami piechoty, bez możliwości ich wsparcia. Trudno ustalić, jakie było ugrupowanie 10 pal (bez 3/10 pal). III/10 pal pozostał nad Nerem bo nie otrzymał takiego rozkazu. 92 skczr była ześrodkowana w rejonie Zgierza.
W dniu 7 IX 10 DP skierowała się w kierunku na Głowno i dalej na Piaseczno. Rankiem zajęła obronne pozycje na wschodnich przedpolach Zgierza. Następnie zagrożona okrążeniem ruszyła polnymi drogami na Głowno. W dniu 8 IX podczas dalszego odwrotu i ataków wroga poszczególne pododdziały pogubiły się i dywizja poszła w rozsypkę. Resztki dywizji 10 IX przeszły Wisłę koło Otwocka i przeszły do obrony. W dniu 12 IX jej oddziały kontratakowały pod Warszewicami, lecz nie zdołały zepchnąć wroga z przyczółków.
Potem dywizja walczyła jeszcze długo, kapitulując 27 września na Lubelszczyźnie.

### Obsada personalna Kwatery Głównej 10 DP
W nawiasach podano odznaczenia nadane 13 września 1939 przez dowódcę Armii „Warszawa” gen. dyw. Juliusza Rómmla „za wykazane męstwo i zasługi wybitne w dowodzeniu”.
- dowódca dywizji – gen. bryg. Franciszek Dindorf-Ankowicz (VM 4 kl.)
- dowódca piechoty dywizyjnej – płk piech. Jan Zientarski (VM 4 kl.)
- dowódca artylerii dywizyjnej – ppłk dypl. art. Marian Jasiński (VM 4 kl.)
- oficer sztabu – kpt. Czesław Gay (VM 5 kl.)
- dowódca kawalerii dywizyjnej – mjr adm. (kaw.) Bohdan Klaudiusz Sawicki
- szef sztabu – ppłk dypl. piech. Stefan Osika (VM 4 kl.)
- oficer operacyjny – kpt. dypl. art. kontr. Włodzimierz Łagidze (VM 5 kl.)
- oficer łącznikowy – kpt. dypl. art. Bernard Przemysław Weiss (VM 5 kl.)
- dowódca łączności – mjr łącz. Czesław Jaworski
- pomocnik dowódcy łączności – kpt. łącz. Eugeniusz Kleban (VM 5 kl.)
- kwatermistrz –
- szef służby zdrowia – ppłk lek. dr Mieczysław Kowalski

| Organizacja wojenna 10 Dywizji Piechoty we wrześniu 1939 | Organizacja wojenna 10 Dywizji Piechoty we wrześniu 1939 | Organizacja wojenna 10 Dywizji Piechoty we wrześniu 1939 | Organizacja wojenna 10 Dywizji Piechoty we wrześniu 1939 |
| Jednostka mobilizowana                                   | Dowódca jednostki                                        | Miejsce mob.                                             | Nazwa jednostki mobilizującej                            |
| Kwatera Główna 10 DP                                     | Kwatera Główna 10 DP                                     | Kwatera Główna 10 DP                                     | Kwatera Główna 10 DP                                     |
| -------------------------------------------------------- | -------------------------------------------------------- | -------------------------------------------------------- | -------------------------------------------------------- |
| dowództwo i sztab 10 DP                                  |                                                          | Łódź                                                     | dowództwo 10 DP                                          |
| dowódcy broni 10 DP                                      |                                                          | Łódź                                                     | dowództwo 10 DP                                          |
| szefowie służb 10 DP                                     |                                                          | Łódź                                                     | dowództwo 10 DP                                          |
| komendant Kwatery Głównej 10 DP                          |                                                          | Łódź                                                     | dowództwo 10 DP                                          |
| kompania gospodarcza Kwatery Głównej 10 DP               |                                                          | Łódź                                                     | dowództwo 10 DP                                          |
| sąd polowy nr 10                                         |                                                          | Łódź                                                     | dowództwo 10 DP                                          |
| kompania asystencyjna nr 142                             |                                                          | Łódź                                                     | 28 pułk piechoty                                         |
| poczta polowa nr 32                                      |                                                          | Łódź                                                     |                                                          |
| Piechota dywizyjna                                       |                                                          |                                                          |                                                          |
| 28 pułk piechoty                                         | ppłk piech. Wincenty Kurek                               | Łódź                                                     | 28 pułk piechoty                                         |
| 30 pułk piechoty                                         | ppłk piech. Włodzimierz Szmyd                            | Warszawa                                                 | 30 pułk piechoty                                         |
| 31 pułk piechoty                                         | ppłk Wincenty Wnuk                                       | Sieradz                                                  | 31 pułk piechoty                                         |
| samodzielna kompania km i broni towarzyszących nr 42     |                                                          | Sieradz                                                  | 31 pułk piechoty                                         |
| kompania kolarzy nr 42                                   |                                                          | Rembertów                                                | 3 batalion strzelców                                     |
| Artyleria dywizyjna                                      |                                                          |                                                          |                                                          |
| 10 pułk artylerii lekkiej                                | ppłk art. Józef Kossarek                                 | Łódź                                                     | 10 pułk artylerii lekkiej                                |
| 10 dywizjon artylerii ciężkiej typ II                    | mjr art. Tadeusz Kozłowski                               | Łódź                                                     | 4 pułk artylerii ciężkiej                                |
| bateria motorowa artylerii plot. 40 mm typ A nr 10       | por. Stanisław Mieczysław Ungeheier                      | Poznań                                                   | 7 dywizjon artylerii przeciwlotniczej                    |
| samodzielny patrol meteo nr 10                           |                                                          | Łódź                                                     | 10 pułk artylerii lekkiej                                |
| Oddziały broni                                           |                                                          |                                                          |                                                          |
| baon saperów typ IIa nr 10                               | mjr sap. Ludwik Napoleon Siemiński                       | Sieradz                                                  | Ośrodek Sapersko-Pionierski 10 DP                        |
| szwadron kawalerii dywizyjnej nr 10                      | mjr adm. (kaw.) Bohdan Klaudiusz Sawicki                 | Sieradz                                                  | Komenda Rejonu PW Konnego 10 DP                          |
| kompania telefoniczna 10 DP                              | kpt. Hieronim Kurek                                      | Łódź                                                     | kompania łączności 10 DP                                 |
| pluton łączności KG 10 DP                                | ppor. rez. łącz. Franciszek (Aleksander?) Kowalczyk      | Łódź                                                     | kompania łączności 10 DP                                 |
| pluton radio 10 DP                                       | por. rez. łącz. Wacław Witkowski                         | Łódź                                                     | kompania łączności 10 DP                                 |
| drużyna parkowa łączności 10 DP                          |                                                          | Łódź                                                     | kompania łączności 10 DP                                 |
| pluton pieszy żandarmerii nr 10                          | ppor. żand. Hieronim Wielądek                            | Łódź                                                     | 4 dywizjon żandarmerii                                   |
| Oddziały służb                                           |                                                          |                                                          |                                                          |
| dowództwo grupy marszowej służb typ II nr 409            |                                                          | Łęczyca                                                  | kadra 4 dywizjonu taborów                                |
| dowództwo grupy marszowej służb typ II nr 410            |                                                          | Łęczyca                                                  | kadra 4 dywizjonu taborów                                |
| kolumna taborowa parokonna nr 409                        |                                                          | Sieradz                                                  | 31 pułk piechoty                                         |
| kolumna taborowa parokonna nr 410                        |                                                          | Sieradz                                                  | 31 pułk piechoty                                         |
| kolumna taborowa parokonna nr 411                        |                                                          | Sieradz                                                  | 31 pułk piechoty                                         |
| kolumna taborowa parokonna nr 412                        |                                                          | Sieradz                                                  | 31 pułk piechoty                                         |
| kolumna taborowa parokonna nr 413                        |                                                          | Łęczyca                                                  | kadra 4 dywizjonu taborów                                |
| kolumna taborowa parokonna nr 414                        |                                                          | Łęczyca                                                  | kadra 4 dywizjonu taborów                                |
| kolumna taborowa parokonna nr 415                        |                                                          | Łęczyca                                                  | kadra 4 dywizjonu taborów                                |
| kolumna taborowa parokonna nr 416                        |                                                          | Łęczyca                                                  | kadra 4 dywizjonu taborów                                |
| warsztat taborowy (parokonny) nr 409                     |                                                          | Sieradz                                                  | 31 pułk piechoty                                         |
| pluton taborowy nr 10                                    |                                                          | Łódź                                                     | 4 pułk artylerii ciężkiej                                |
| park intendentury typ I nr 402                           |                                                          | Łódź                                                     | 28 pułk piechoty                                         |
| pluton parkowy uzbrojenia nr 402                         |                                                          | Gałkówek                                                 | Składnica Uzbrojenia nr 4                                |
| kompania sanitarna nr 402                                | mjr lek. Adam Molka                                      | Łódź                                                     | 28 pułk piechoty                                         |
| szpital polowy nr 402                                    |                                                          | Łódź                                                     | 4 Szpital Okręgowy                                       |
| polowa kolumna dezynfekcyjno-kąpielowa nr 402            |                                                          | Łódź                                                     | 4 Szpital Okręgowy                                       |
| polowa pracownia bakteriologiczno-chemiczna nr 402       |                                                          | Łódź                                                     | 4 Szpital Okręgowy                                       |
| polowa pracownia dentystyczna nr 402                     |                                                          | Łódź                                                     | 4 Szpital Okręgowy                                       |
| Oddziały przydzielone do dywizji                         |                                                          |                                                          |                                                          |
| dowództwo Sieradzkiej Brygady ON                         | płk dypl. kaw. Jerzy Grobicki                            |                                                          |                                                          |
| 1 pułk kawalerii KOP                                     | ppłk kaw. Feliks Kopeć                                   |                                                          |                                                          |
| 4 baon strzelców                                         | mjr Wincenty Mischke                                     | Sieradz                                                  | 31 pułk piechoty                                         |
| Kępiński batalion ON                                     | kpt. Romuald Antoni Ignacy Jüngst                        |                                                          |                                                          |
| Ostrzeszowski batalion ON                                | kpt. Józef Waydowicz                                     |                                                          |                                                          |
| I Wieluński batalion ON                                  | kpt. Stefan Faczyński                                    |                                                          |                                                          |
| II Wieluński batalion ON                                 | mjr Edward Rajpold                                       |                                                          |                                                          |
| samodzielna kompania czołgów rozpoznawczych nr 91        | kpt. Stanisław Kraiński                                  | Brześć                                                   | 4 batalion pancerny                                      |
| samodzielna kompania czołgów rozpoznawczych nr 92        | kpt. Władysław Iwanowski                                 | Brześć                                                   | 4 batalion pancerny                                      |
| 66 eskadra obserwacyjna bez II plutonu                   | kpt. obs. Albert Kubieniec                               | Lwów                                                     | 6 pułk lotniczy                                          |

## Obsada personalna dowództwa dywizji
Dowódcy dywizji

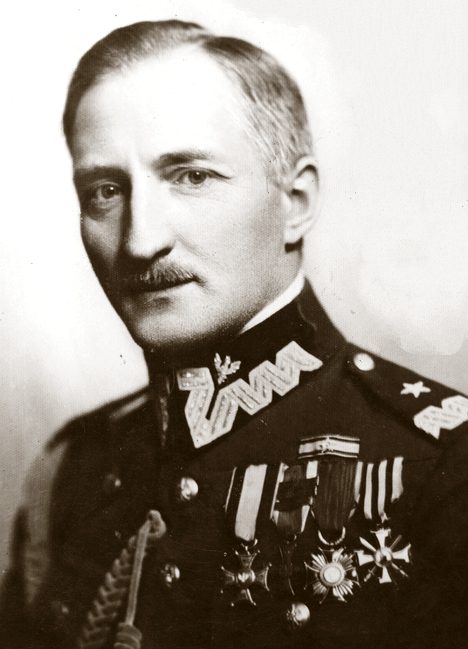
Józef Olszyna-Wilczyński

- gen. ppor. Bronisław Teofil Babiański (2 – 25 VI 1919)
- gen. ppor. Lucjan Żeligowski (26 VI – 21 IX 1919)
- gen. ppor. Gustaw Zygadłowicz (12 IX 1919 – 2 IV 1920)
- gen. ppor. Lucjan Żeligowski (2 IV – 28 IX 1920)
- gen. bryg. Stanisław Oktawiusz Małachowski (28 IX 1920 – 15 VII 1927)
- gen. bryg. Józef Olszyna-Wilczyński (9 IX 1927 – 29 X 1935)[35].
- gen. bryg. Franciszek Józef Dindorf-Ankowicz (29 X 1935 – 27 IX 1939)

Dowódcy piechoty dywizyjnej
- płk SG Adam Nałęcz Nieniewski (25 IX 1921 – 12 VIII 1923 → dowódca piechoty dywizyjnej 7 DP[36])
- płk piech. Jarosław Aleksandrowicz de Witold (12 VIII – 1 XI 1923 → dowódca piechoty dywizyjnej 16 DP[37])
- płk piech. Włodzimierz Rachmistruk (16 XII 1923 – 19 III 1927)
- gen. bryg. Oswald Frank (19 III 1927 – 24 XII 1929)
- płk dypl. inż. Stefan Rotarski (27 I 1930 – 18 X 1935)
- płk piech. Jan Zientarski (18 X 1935 – IX 1939)

Szefowie sztabu
- mjr SG Adam Korytowski (VII – IX 1919)
- ppłk SG Leon Bobicki (do 4 VI 1920)
- kpt SG Jan Tiletschke (od 4 X 1920)
- kpt. SG Władysław Gadomski (od 28 V 1921)
- mjr SG Tadeusz Piotr Parafiński (13 X 1922)
- mjr SG Jarosław Szafran (od 10 X 1923)
- mjr SG (piech.) Stanisław Jan Walawski (4 XI 1925 – 5 V 1927 → dowódca I/59 pp[38])
- mjr SG Bolesław Ciążyński (od 11 VI 1927)
- mjr dypl. piech. Marian Radwański (13 VIII 1929 – 23 X 1931 → dowódca baonu w 45 pp)
- mjr dypl. piech. Karol Lilienfeld-Krzewski (23 X 1931 – 9 XII 1932 → szef wydziału w WINW)
- mjr dypl. Karol Rzewuski (od 10 XI 1931)
- mjr dypl. łącz. Stanisław Jamka (od 28 X 1932)
- mjr dypl. Ernest Buchta (od 22 X 1935)
- mjr/ppłk dypl. Tadeusz Daniec (od 7 XII 1938)
- ppłk dypl. Stefan Osika (VIII - IX 1939)

## Odtworzenie dywizji w ramach Armii Krajowej
Podczas powstania warszawskiego w ramach Warszawskiego Korpusu AK z oddziałów powstańczych walczących na Mokotowie została odtworzona 10 Dywizja Piechoty AK im. Macieja Rataja pod dowództwem ppłk. Józefa Rokickiego ps. „Karol”.